# Macromitrium amaniense
Macromitrium amaniense là một loài rêu trong họ Orthotrichaceae. Loài này được P. de la Varde mô tả khoa học đầu tiên năm 1955.